# 丹尼斯豆丁海馬
丹尼斯豆丁海馬為輻鰭魚綱棘背魚目海龍魚科的其中一種，分布於紅海海域，棲息深度13-90公尺，本魚背鰭軟條14枚，腹環12個，尾環28-29個，體一般為橘色，尾環顏色較為深，體長可達2.2公分，棲息在海扇上，體色會隨著海扇而變化，屬肉食性，以小型甲殼類為食，卵胎生。